# بلنی کورتز
بلنی کورتز (نام علمی: Acanthemblemaria hastingsi) نام یک گونه از تیره بلنی‌های پرچمی است. این گونه در خلیج کالیفرنیا، در شرق اقیانوس آرام، بیشترین اندازه ثبت شده برای نرهای این گونه ۵/۱سانتی‌متر و بیشترین اندازه ثبت شده برای ماده‌ها نیز ۴سانتی‌متر است.